# Kozelec'
Kozelec' (in ucraino Козелець?) è un insediamento rurale ucraino (7496 abitanti) nel distretto di Černihiv, nell'oblast' di Černihiv. Ospita l'amministrazione della comunità territoriale di Kozalec', una delle comunità territoriali dell'Ucraina.
Fino al 18 luglio 2020 Kozelec' è stata il centro amministrativo del distretto di Kozelec', abolito come parte della riforma amministrativa dell'Ucraina, che ha ridotto a cinque il numero dei distretti dell'oblast' di Černihiv. L'area del distretto di Kozelec' è stata fusa nel distretto di Černihiv.              
Fino al 26 gennaio 2024 Kozelec' era classificata come insediamento di tipo urbano. Da tale data è entrata in vigore una nuova legge che ha abolito questo status e Kozelec' è stata riclassificata come insediamento rurale.

## Geografia
Kozelec' sorge sulla sponda destra del fiume Oster, un affluente sinistro del fiume Desna. È situata a 66 km a sud di Černihiv e a 64 km a nord-est della capitale ucraina Kiev. 

## Storia
Kozelec' è menzionata in un documento del 1098 come una fortezza della Rus' di Kiev. Ottenne i diritti di Magdeburgo nel 1656 e nel 1669 venne parzialmente distrutta da un'incursione tatara. 
Nel corso della seconda guerra mondiale i nazisti delle Einsatzgruppen giustiziarono 125 Ebrei. Prima del conflitto la popolazione ebraica di Kozelec' ammontava ad oltre 2.000 unità.

## Monumenti e luoghi d'interesse

### Architetture civili
- Municipio
- Complesso Darahan

### Architetture religiose
- Cattedrale della Natività e della Vergine Benedetta - una delle migliori opere dell'architetto I. Hryhorovič-Bars'kyj in stile barocco ucraino. All'antico vi è l'antico altare maggiore scolpito in legno di tiglio. La nobile benefattrice della cattedrale fu la madre dei fratelli Razumovskij, uno dei quali, Oleksij, era l'amante dell'imperatrice Elisabetta, figlia di Pietro il Grande. Secondo la legenda entrò alla corte dell'Imperatrice dopo che fu udito cantare nel suo villaggio nella regione di Černihiv e fu condotto a San Pietroburgo, dove attirò l'attenzione dell'imperatrice. Ci furono voci che fosse segretamente sposato e questo è ulteriormente comprovato dal fatto che l'Imperatrice fece una visita al villaggio di Razumovskij e visitò la sua famiglia. La casa della nobile madre è in rovina e coperta di graffiti.
- Chiesa dell'Ascensione
- Chiesa di San Michele